# Edinburgh College of Medicine for Women
L'Edinburgh College of Medicine for Women (Università di Medicina Femminile di Edimburgo) fu fondato da Elsie Inglis e suo padre John Inglis. Elsie Inglis continuò ad essere una figura di spicco nel movimento per il suffragio e fondò l'organizzazione Scottish Women's Hospital durante la prima guerra mondiale, ma quando aveva fondato il college era ancora una studentessa di medicina. Suo padre, John Inglis, era stato un alto funzionario della Compagnia Britannica delle Indie Orientali in India, dove aveva sostenuto la causa dell'istruzione per le donne. Al suo ritorno a Edimburgo divenne un sostenitore dell'educazione medica per le donne e usò la sua influenza per aiutare a fondare il college. Quest'ultimo fu fondato nel 1889, in un momento in cui le donne non erano ammesse alle scuole di medicina universitarie nel Regno Unito.

## Origini
Il college fu istituito a seguito di una controversia all'interno della Edinburgh School of Medicine for Women. Questa era stata fondata nel 1886 da Sophia Jex-Blake, che era considerata da molti dei suoi studenti come una persona che imponeva una severa disciplina. Quando due studenti, Grace Cadell e sua sorella Martha, furono licenziate nel 1888 per una violazione delle regole, fecero causa con successo a Jex-Blake e alla scuola. Un altro studente, Elsie Inglis, emerse come leader di un gruppo di studenti solidali con le sorelle Cadell e sempre più ostile a Jex-Blake. John Inglis, suo padre, aveva una cerchia di amici influenti, tra cui il preside dell'Università di Edimburgo, Sir William Muir. Crearono la Scottish Association for the Medical Education of Women (Associazione Scozzese per l'Educazione Medica delle Donne), che presto ebbe un elenco impressionante di sostenitori e finanziatori. Il primo presidente fu Sir Alexander Christonison, che stava cercando di invertire la posizione anti-femminile di suo padre Prof Robert Christison. L'Associazione affittò un grande edificio al n. 30 di Chambers Street, che fu ben adattato alle esigenze del college, con sale di lettura e laboratori. Il college aprì nel 1889.

## Attività universitarie
Il college fu istituito in concorrenza diretta con la Edinburgh School of Medicine for Women della Jex-Blake, che avrebbe dovuto chiudere nel 1898. Mirava a preparare le studentesse per gli esami della Tripla Qualifica (TQ) offerta dai Royal Colleges medici scozzesi. I candidati di successo potevano registrarsi presso il Consiglio medico generale e di praticare la medicina in Gran Bretagna, in gran parte di proprietà dell'allora Impero Britannico e in alcuni stati degli Stati Uniti d'America. Quando le università scozzesi permisero alle donne di laurearsi in medicina, molte laureate del college ricevettero i titoli universitari di MB, CM fino al 1899 o MB, ChB in seguito.
Nella prima sessione il college aveva 18 docenti le cui lezioni coprivano il programma dei soggetti richiesti dalla TQ. La TQ richiedeva inoltre una serie di test di ingresso clinici in una varietà di specialità in ospedali autorizzati. Il principale ospedale per l'insegnamento, il Royal Infirmary di Edimburgo, rifiutò di ammettere le donne studentesse nei suoi reparti. La School of Medicine della Jex-Blake aveva organizzato un insegnamento clinico in un Ospedale di Leith, un ospedale di insegnamento più piccolo e quindi i suoi reparti non erano disponibili per il college. Il college organizzò il suo insegnamento clinico presso il Glasgow Royal Infirmary, dove due chirurghi, Sir William Macewen e James Hogarth Pringle erano ardenti sostenitori dell'educazione medica per le donne.
C'era ancora molta opposizione all'educazione medica per le donne e gran parte del successo del college derivava dagli influenti sostenitori dell'Associazione scozzese per l'educazione medica delle donne. Questi includevano il primo presidente dell'Associazione Sir Alexander Christison Bt, che ironicamente era il figlio di Sir Robert Christon, che era stato uno dei principali oppositori dell'educazione medica per le donne. Tra i primi vice presidenti c'erano il dott. Robert Craig MacLagan e Sir Robert Philip il pioniere del trattamento della tubercolosi.
Nel luglio 1892 il Collegio aveva fondi sufficienti e un'influenza sufficiente per avere due reparti nel Royal Infirmary of Edinburgh aperti alle donne studentesse del college al costo di £ 700. Inizialmente gli studenti venivano istruiti nel reparto medico dal dottor William Russell e dal dott. (In seguito Sir) Byrom Bramwell e nel reparto chirurgico di Mr (poi Professore Sir) Joseph M Cotteril.
Il college si fuse con la School of Medicine of the Royal Colleges of Edimburgh nel 1916.

## I primi docenti
Al momento della fondazione del college c'era ancora opposizione all'educazione medica per le donne. Scegliendo di tenere lezioni al college, i docenti stavano effettivamente rendendo pubblico il loro sostegno alle donne in medicina. La maggior parte erano giovani, molti dei quali sarebbero diventati ben noti nella vita successiva. I primi docenti comprendevano:
- John William Ballantyne (ostetrica e ginecologia), che diede un contributo significativo al miglioramento della cura prenatale e perinatale, pubblicando oltre 500 articoli e libri su argomenti ostetrici.[14]
- William Craig FRSE, FRCSEd (botanico), diventò meglio noto come botanico più avanti nella vita.[15]
- James Hodsdon FRCSEd (chirurgia) che continuò ad essere cavaliere ed eletto Presidente del Royal College of Surgeons of Edimburgh.[16]
- William Keiller (Anatomia), che dal 1891 divenne professore di Anatomia all'Università del Texas a Galveston.[17]
- Harvey Littlejohn FRCSEd (sanità pubblica), che diventò professore di medicina forense all'Università di Edimburgo e come esperto di giurisprudenza medica divenne un testimone esperto in celebri processi penali.[18]
- William Ivison Macadam FRSE, FIC (chimica), che continuò la ricerca e l'insegnamento della chimica nella scuola extramurale, sostenendo la causa dell'educazione delle donne fino al suo tragico omicidio nel suo laboratorio nel 1912.[19]
- Robert Philip FRSE, FRCP (Medicina), che divenne un pioniere nel trattamento della tubercolosi e divenne presidente del Royal College of Physicians of Edinburgh e presidente dell'British Medical Association. Fu nominato cavaliere per i servizi resi alla medicina.[20]
- William Russell FRCPE (patologia), che diventò professore di medicina all'Università di Edimburgo e presidente del Royal College of Physicians of Edimburgh. Fu il primo a descrivere le particelle di inclusione cellulare conosciute come corpi di Russell.[21][22]

## Studenti illustri
- Agnes Bennett[23]
- Harriet Amelia Scott Bird[24]
- Mary Booth[25]
- Grace Cadell[26]
- Martha Cadell[27]
- Kadambini Ganguly[28]
- Kate Welton Hogg[29]
- Elsie Inglis[30]

- Elizabeth Macrory[29]
- Mary MacNicol[31]
- Caroline Matthews[32]
- Hilda Margaret Northcroft
- Mabel L. Ramsay[33]
- Eleanor Rosina Sproull[29]
- Mona Chalmers Watson[34]
- Mary Broadfoot Walker